# 경수소
경수소(輕水素, Protium, 1H)는 수소의 동위 원소 중 양성자 하나로만 이루어진 원소를 말한다. 수소의 대부분이 경수소로 이루어져 있다.

## 같이 보기
- 중수소
- 삼중수소
- 동위 원소

| 없음 | 수소의 동위 원소 | 무거운 핵종 수소-2 |

| 없음 | 경수소의 붕괴 사슬 | 없음 |